# Linhammar

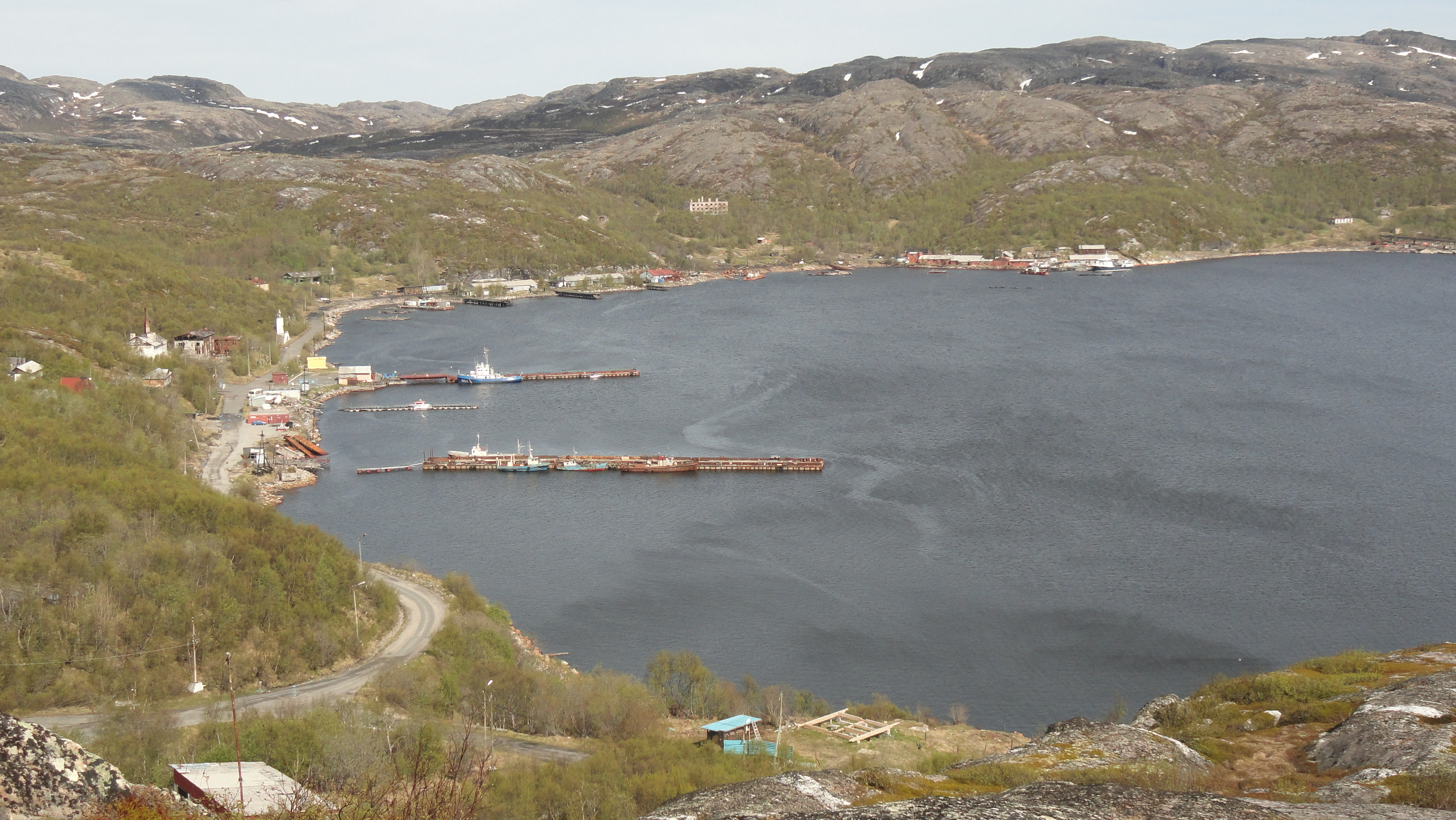
Hamnen i Linhammar, juni 2010

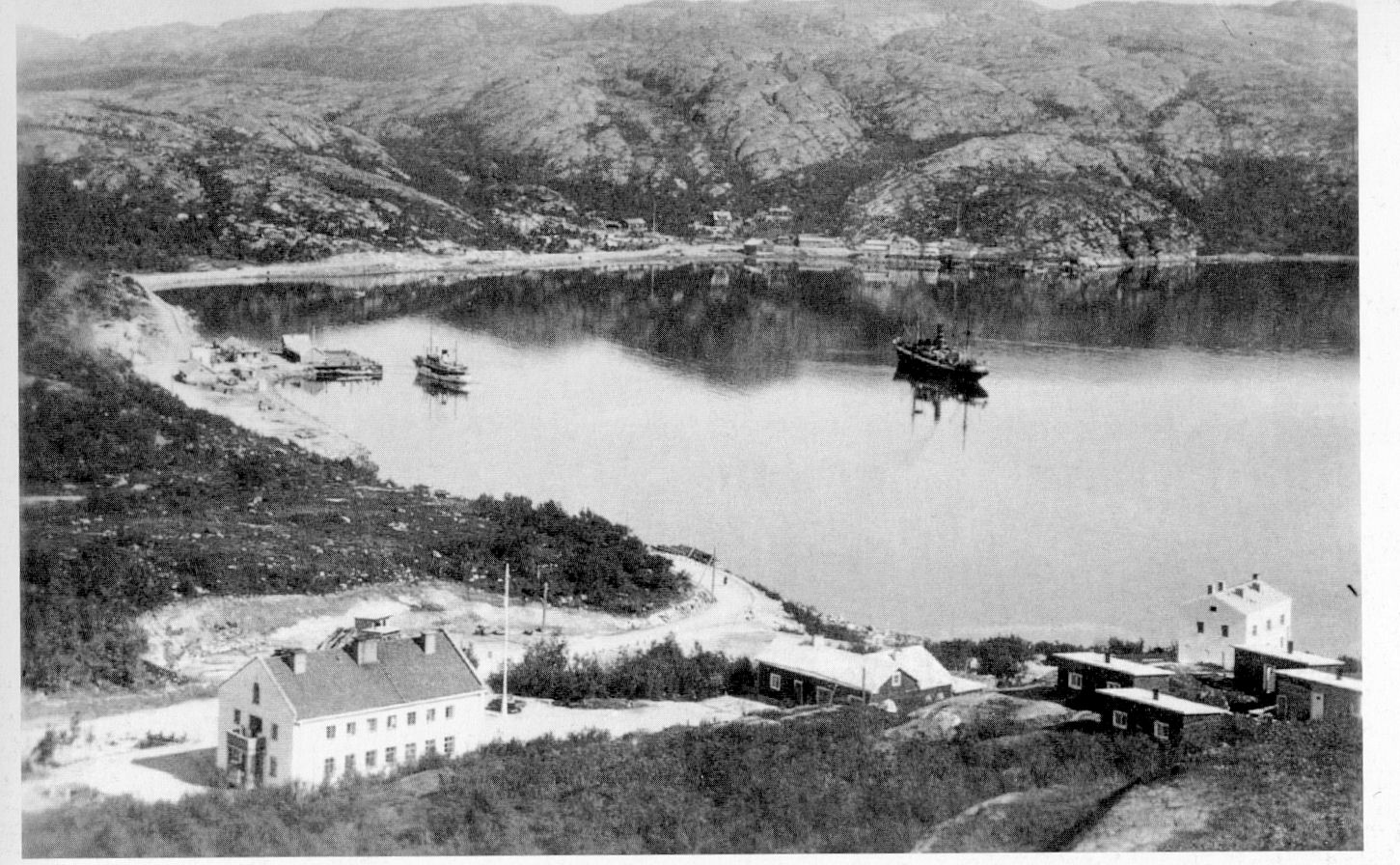
Hamnen i Linhammar, 1930-talet

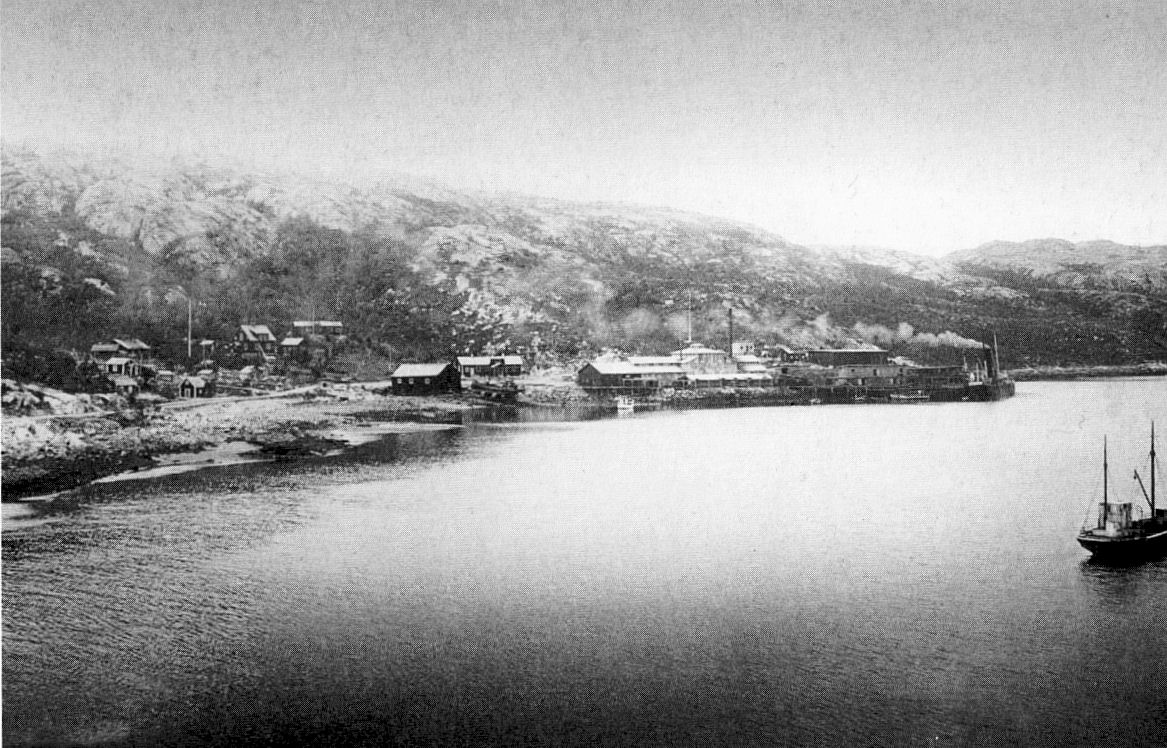
Fiskförädlingsfabrik i Linhammar, 1930-talet

Linhammar (ryska: Лиинахамари, Liinachamari, finska: Liinahamari) är ett samhälle på västra sidan av Petsamofjorden på Kolahalvön i norra Ryssland. Från 1920 till 1944 tillhörde området Finland, och Linhammar i dåvarande Petsamo län var Finlands enda åretrunt isfria hamn.
Folkmängden uppgick vid den nationella folkräkningen 2010 till 475 personer varav 230 män och 245 kvinnor.  Detta var nästan en halvering jämfört med föregående folkräkning, som genomfördes 2002, då folkmängden uppgick till 922 personer.
Under andra världskriget, efter Tysklands genomförande av Skagerackspärren, var Linhammar bas för Petsamotrafiken från också Sverige under perioden mellan april 1940 och juni 1941. Handeln var, efter det tyska angreppet på Norge den 9 april 1940, Finlands och Sveriges enda import- och exportväg västerut, för Sveriges del fram till dess att lejdtrafiken via Göteborg inleddes. 

## Engelsk flygbombning 1940
Linhammar var platsen för den enda krigshandlingen mellan Finland och Storbritannien under andra världskriget, ett bombanfall mot hamnen med flygplan från hangarfartyget Furious. Detta skedde den 30 juli 1941. Detta var långt innan Storbritannien förklarat Finland krig, vilket skedde den 6 december samma år. Anfallet skedde med 18 lätta torpedbombflygplan av modellerna Fairey Albacore och Fairey Swordfish med eskort av 6 jaktflygplan av typ Fairey Fulmar. Flygplanen sänkte ett av de två handelsfartyg som låg i hamnen och satte med kulspruteld hamnkontoret och några lagerbyggnader i brand. Av de brittiska planen sköts två jaktplan och ett torpedflygplan ned. Finland avbröt efter detta de diplomatiska förbindelserna med Storbritannien.